# (29980) Dougsimons
(29980) Dougsimons – planetoida z grupy pasa głównego asteroid okrążająca Słońce w ciągu 3 lat i 141 dni w średniej odległości 2,25 j.a. Została odkryta 30 września 1999 roku w obserwatorium Fountain Hills przez Charlesa Juelsa. Nazwa planetoidy pochodzi od Douglasa A. Simonsa (ur. 1962), amerykańskiego astronoma. Przed jej nadaniem planetoida nosiła oznaczenie tymczasowe (29980) 1999 SV6.